# Khaled
Khaled Hadj Brahim (Arabisch:شاب خالد) (Oran, Algerije, 29 februari 1960), beter bekend als Khaled, is een Algerijns zanger van raïmuziek, een populair genre in de Maghreb. Hij is vooral bekend van zijn hit  Aïcha uit 1996, die onder meer in Nederland wekenlang in de Top 40 stond. Khaled wordt ook wel de "King of Raï" genoemd.

## Biografie
Khaled begon zijn muziekcarrière als Cheb Khaled (Arabisch voor jonge Khaled) en bracht op zijn 14e zijn eerste plaat uit. In 1986 ontvluchtte hij het geweld in Algerije en verhuisde naar Parijs. Daar liet hij het voorvoegsel "Cheb" vallen en bracht het titelloze album Khaled uit. Hij is erg geliefd bij Algerijnse en Marokkaanse immigranten in Frankrijk.
Zijn grootste hit Aïcha, geschreven door Jean-Jacques Goldman, is eind jaren negentig in verschillende landen in de hitlijsten terechtgekomen. In het jaar 2000 ontving Khaled in de Verenigde Staten een Grammy Award voor bestverkochte Arabische album. In 2003 werd zijn lied Aïcha gecoverd door de Deense rapformatie Outlandish. Ook werd zijn hit Abdel Kader in 2004 door Rohff en Mohammed Lamine vernieuwd tot een succesvolle rapversie genaamd Mon Bled. In 2008 gebruikten de Nederlandse rappers Ali B en Sjaak dit nummer ook voor een Nederlands rapnummer, met de naam: Niks te maken. In 2012 had Khaled ook een grote hit met C'est la vie, waar Arabisch en Frans door elkaar worden gezongen.
Naast enkele andere kleine bijrollen, speelde Khaled ook een rol als idool van een van de karakters (een Marokkaans jongetje) in verfilming van de Nederlandse roman Vluchtwegen uit (2006) van Michiel van Kempen.
In augustus 2013 verkreeg Khaled ook de Marokkaanse nationaliteit. Hij behield daarnaast de Algerijnse.

## Discografie

### Albums
| Album met eventuele hitnotering(en) in de Nederlandse Album Top 100 | Datum van verschijnen | Datum van binnenkomst | Hoogste positie | Aantal weken | Opmerkingen |
| ------------------------------------------------------------------- | --------------------- | --------------------- | --------------- | ------------ | ----------- |
| Hada raykoum                                                        | 1985                  | -                     |                 |              |             |
| Moule el kouchi                                                     | 1985                  | -                     |                 |              |             |
| Kutché                                                              | 1988                  | -                     |                 |              |             |
| Fuir, mais où ?                                                     | 1989                  | -                     |                 |              |             |
| S'Hab el baroud                                                     | 1989                  | -                     |                 |              |             |
| Khaled                                                              | 1992                  | 03-10-1992            | 90              | 1            |             |
| Sahra                                                               | 08-11-1996            | 21-12-1996            | 27              | 18           |             |

| Album met hitnotering(en) in de Vlaamse Ultratop 200 albums | Datum van verschijnen | Datum van binnenkomst | Hoogste positie | Aantal weken | Opmerkingen |
| ----------------------------------------------------------- | --------------------- | --------------------- | --------------- | ------------ | ----------- |
| Sahra                                                       | 1996                  | 15-02-1997            | 24              | 23           |             |
| Hafla                                                       | 23-03-1998            | 28-03-1998            | 28              | 3            |             |
| C'est la vie                                                | 03-09-2012            | 06-10-2012            | 138             | 2            |             |

### Singles
| Single met eventuele hitnotering(en) in de Nederlandse Top 40 | Datum van verschijnen | Datum van binnenkomst | Hoogste positie | Aantal weken | Opmerkingen                               |
| ------------------------------------------------------------- | --------------------- | --------------------- | --------------- | ------------ | ----------------------------------------- |
| Didi                                                          | 1992                  | 12-09-1992            | 29              | 4            | Nr. 29 in de Single Top 100               |
| Aïcha                                                         | 03-12-1996            | 21-12-1996            | 10              | 11           | Nr. 14 in de Single Top 100               |
| Henna                                                         | 28-06-2006            | -                     |                 |              | met Cameron / Nr. 86 in de Single Top 100 |
| C'est la vie                                                  | 02-07-2012            | -                     |                 |              | Nr. 92 in de Single Top 100               |

| Single met hitnotering(en) in de Vlaamse Ultratop 50 | Datum van verschijnen | Datum van binnenkomst | Hoogste positie | Aantal weken | Opmerkingen              |
| ---------------------------------------------------- | --------------------- | --------------------- | --------------- | ------------ | ------------------------ |
| Aïcha                                                | 1996                  | 02-11-1996            | 25              | 17           | Nr. 25 in Radio 2 Top 30 |
| Henna                                                | 2006                  | 08-07-2006            | tip8            | -            | met Cameron              |
| C'est la vie                                         | 2012                  | 22-09-2012            | 5               | 25*          | Nr. 28 in Radio 2 Top 30 |

## Filmografie
Khaled had een rol in de volgende films: